# Capasa ruptifascia
Capasa ruptifascia là một loài bướm đêm trong họ Geometridae.